# 지바현 제5구
지바현 제5구(일본어: 千葉県第5区)는 일본의 중의원 선거구이다. 1994년 일본 공직선거법 개정으로 신설되었다.

## 지역
- 이치카와시 일부
  - 본청 관할구역 중 일부
  - 교토쿠 관할지역
- 우라야스시

1996년 신설 당시에는 이치카와 시 전역이 5구에 속했지만 2002년 선거구 개편으로 일부 지역이 지바현 제6구로 넘어갔다.